# Molophilus nglaiye
Molophilus nglaiye là một loài ruồi trong họ Limoniidae. Chúng phân bố ở miền Australasia.